# Dreiländerzug
| Karte des Zuglaufs |      |                                      |                                      |
| |      |                                      |                                      |
| Zuglauf |      |                                      |                                      |
| \| \| 0,0 \| Aachen Hauptbahnhof \| Aachen Hauptbahnhof \| \| \| 3,4 \| Aachen West \| Aachen West \| \| \| 14,2 \| Herzogenrath \| Herzogenrath \| \| \| 15,6 \| Staatsgrenze Deutschland/Niederlande \| Staatsgrenze Deutschland/Niederlande \| \| \| 18,3 \| Eygelshoven Markt \| Eygelshoven Markt \| \| \| 21,0 \| Landgraaf \| Landgraaf \| \| \| 24,3 \| Heerlen \| Heerlen \| \| \| 36,6 \| Valkenburg \| Valkenburg \| \| \| 42,6 \| Meerssen \| Meerssen \| \| \| 48,0 \| Maastricht \| Maastricht \| \| \| 49,6 \| Maastricht-Randwyck \| Maastricht-Randwyck \| \| \| 57,0 \| Eijsden \| Eijsden \| \| \| 58,6 \| Staatsgrenze Niederlande/Belgien \| Staatsgrenze Niederlande/Belgien \| \| \| 60,9 \| Visé \| Visé \| \| \| 71,9 \| Bressoux \| Bressoux \| \| \| 78,1 \| Liège-Guillemins (Lüttich) \| Liège-Guillemins (Lüttich) \| |      |                                      |                                      |
| Kopfbahnhof Streckenanfang | 0,0  | Aachen Hauptbahnhof                  | Aachen Hauptbahnhof                  |
| Bahnhof | 3,4  | Aachen West                          | Aachen West                          |
| Bahnhof | 14,2 | Herzogenrath                         | Herzogenrath                         |
| Grenze | 15,6 | Staatsgrenze Deutschland/Niederlande | Staatsgrenze Deutschland/Niederlande |
| Bahnhof | 18,3 | Eygelshoven Markt                    | Eygelshoven Markt                    |
| Bahnhof | 21,0 | Landgraaf                            | Landgraaf                            |
| Bahnhof | 24,3 | Heerlen                              | Heerlen                              |
| Bahnhof | 36,6 | Valkenburg                           | Valkenburg                           |
| Bahnhof | 42,6 | Meerssen                             | Meerssen                             |
| Bahnhof | 48,0 | Maastricht                           | Maastricht                           |
| Bahnhof | 49,6 | Maastricht-Randwyck                  | Maastricht-Randwyck                  |
| Bahnhof | 57,0 | Eijsden                              | Eijsden                              |
| Grenze | 58,6 | Staatsgrenze Niederlande/Belgien     | Staatsgrenze Niederlande/Belgien     |
| Bahnhof | 60,9 | Visé                                 | Visé                                 |
| Bahnhof | 71,9 | Bressoux                             | Bressoux                             |
| Kopfbahnhof Streckenende | 78,1 | Liège-Guillemins (Lüttich)           | Liège-Guillemins (Lüttich)           |

Der LIMAX (Akronym aus Liège-Maastricht-Aachen-Express) oder Dreiländerzug (niederländisch Drielandentrein, französisch train des trois pays) ist eine Bahnverbindung, die von Arriva Personenvervoer Nederland betrieben wird. Sie verläuft von Aachen Hbf über Herzogenrath (Deutschland), Heerlen, Maastricht (Niederlande) und Visé nach Liège-Guillemins (Belgien).
Seit dem 29. Januar 2019 verkehren die Züge halbstündlich zwischen Maastricht und Heerlen sowie stündlich grenzüberschreitend bis Aachen. Inzwischen wurde der Halbstundentakt durch den zweigleisigen Ausbau zwischen Heerlen und Landgraaf bis Herzogenrath ausgeweitet. Seit Dezember 2023 wird ebenfalls Aachen zwei Mal pro Stunde erreicht, was vorher durch Trassenkonflikte mit dem RE 4 nicht möglich war. Die stündliche Verlängerung der Linie nach Lüttich fand am 30. Juni 2024 statt. Ziel ist, die Verbindung Lüttich–Maastricht–Aachen im 30-Minuten-Takt zu bedienen.
In Deutschland und den Niederlanden wird die Verbindung unter der Liniennummer RE 18 geführt, in Belgien als S 43 der S-Bahn Lüttich. Die Reisezeit von Aachen nach Maastricht beträgt 55 Minuten. Mit dem Maas-Wupper-Express (RE 13), Rhein-IJssel-Express (RE 19), euregioAIXpress (S 41), Westmünsterland-Bahn (RB 51), Wiehengebirgs-Bahn (RB 61) und der Euregio-Bahn (RB 64) gibt es sechs weitere internationale Regionalzug-Linien in Nordrhein-Westfalen.

## Geschichte

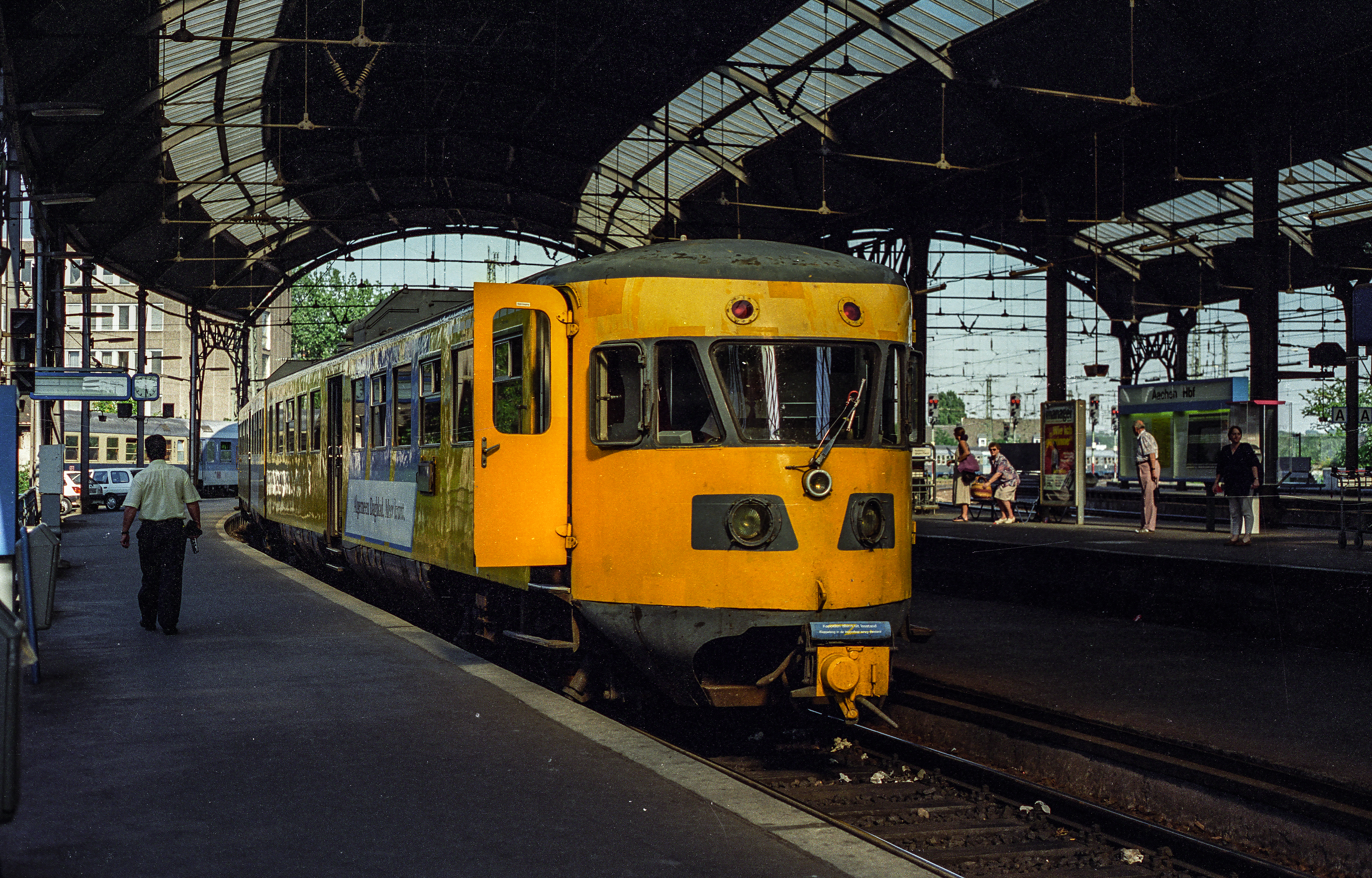
NS-Stadt-Express im Hauptbahnhof Aachen 1996

### Vorläufer
Historischer Vorläufer waren die zunächst zweistündlich verkehrenden StadtExpress-Züge Aachen – Heerlen, welche seit dem 31. Mai 1992 auf der Bahnstrecke Sittard–Herzogenrath verkehrten. Von Juni 2001 bis Dezember 2015 wurde der grenzüberschreitende Bahnverkehr von der DB Regio als Teil der Regionalbahnlinie RB 20 Euregiobahn betrieben. Zwischen Heerlen und Maastricht verkehrte ein Sneltrein der Veolia Transport Nederland (seit 2016 Linie RS 18 von Arriva Limburg) sowie zwischen Maastricht und Lüttich der Intercity IC 13 (seit 2018 die S43 der S-Bahn Lüttich) der Belgischen Staatsbahn (NMBS/SNCB).
Mit dem Fahrplanwechsel am 13. Dezember 2015 wurde der Verkehr von Heerlen nach Herzogenrath aus der Euregiobahn herausgelöst. Stattdessen verkehrte ein Pendelzug als RE 18 mit Dieseltriebwagen betrieben durch DB Regio, da die Elektrifizierung der Strecke zu diesem Zeitpunkt noch nicht fertiggestellt war.

### Betriebsaufnahme
Mit der bis Dezember 2018 fertiggestellten Elektrifizierung der Bahnstrecke zwischen Landgraaf und Herzogenrath sollte der neue Regional-Express mit dem Namen LIMAX zwischen Lüttich und Aachen über Maastricht verkehren und die bisherigen Einzelverbindungen ersetzen. In den Niederlanden hat die Verbindung die Bezeichnung Drielandentrein, übersetzt Dreiländerzug.
Am 2. Juni 2015 gab die Provinz Limburg bekannt, dass der Ausschreibungsgewinner Abellio Transport Holding unfaire Vorteile hatte; deshalb bekam der ursprünglich zweitplatzierte Arriva Personenvervoer Nederland den Zuschlag für die Konzession.
Eine Woche vor dem Fahrplanwechsel wurde gemeldet, dass der durchgehende Zugverkehr aus den Niederlanden nach Aachen nicht am 9. Dezember 2018 beginnen könne. Grund dafür war die fehlende Zulassung der Mehrsystemzüge für Deutschland. Zwischen Heerlen und Aachen wurde daher mit dem Fahrplanwechsel bis einschließlich 26. Januar 2019 ein Schienenersatzverkehr angeboten. Am 27. Januar 2019 wurde der Zugverkehr zwischen Aachen und Maastricht aufgenommen und am 16. Februar 2019 konnten Fahrgäste kostenlos den neuen Zug zwischen Aachen und Maastricht testen.

### Probleme mit ETCS in Aachen
Bei den Tests der Züge von Arriva traten Ende 2022 Probleme mit dem Zugbeeinflussungssystem ETCS im Aachener Hauptbahnhof auf. Ein Mangel an der Software hinderte die Züge offenbar an der Einfahrt in den Bahnhof. Infolgedessen fielen die durchgängigen Züge von Aachen nach Heerlen von Januar bis März 2023 aus. Daraufhin wurde im Aachener Hauptbahnhof der Fahrplan für Zugmeldestellen dahingehend geändert, dass der RE 18 jetzt ein anderes Gleis nutzen kann, auf dem eine Einfahrt möglich ist. Für diese Gleisänderung mussten alle dortigen Zugbewegungen während der Betriebszeiten des RE 18 geprüft und teilweise entsprechend angepasst werden. Ab dem 27. März 2023 wurde der Verkehr von und nach Aachen wieder aufgenommen.

### Halbstundentakt Maastricht – Herzogenrath (– Aachen)
Der Abschnitt zwischen Heerlen und Landgraaf wurde 2022 zweigleisig ausgebaut, um zum Jahresfahrplan 2023 den Takt auf 30 Minuten zu verdichten. Infrastrukturelle Maßnahmen auf deutscher Seite, die eine konfliktfreie Trassenführung der zweiten Leistung über Herzogenrath hinaus nach Aachen Hbf ermöglichen, sind noch nicht fertiggestellt, so dass diese Züge zunächst in Herzogenrath enden werden. Hier gab es einen bahnsteiggleichen Anschluss an die RB 20 (Euregiobahn). Außerdem wurde die Verbindung bis zum Bahnhof Maastricht-Randwyck verlängert. Der AVV meldet, dass ab dem Fahrplanwechsel im Dezember 2023 die in Herzogenrath endenden Leistungen nach Aachen verlängert werden sollen, sodass dann ein Halbstundentakt zwischen Maastricht und Aachen bestünde. Bereits am 9. Mai 2022 wurde die Fertigstellung des zweigleisigen Ausbau des Abschnitt zwischen Heerlen und Landgraaf gemeldet.

### Verlängerung nach Lüttich

#### Verweigerung aufgrund von ETCS
Im November 2018 wurde bekannt, dass die Linie nicht wie geplant zum Fahrplanwechsel im Dezember 2018 den Betrieb zwischen dem niederländischen Maastricht und dem belgischen Lüttich aufnehmen kann. Das Vorhaben scheitert daran, dass von belgischer Seite durch NSA Rail Belgium die Betriebsgenehmigung der neuen Züge des Typs Stadler Flirt von Arriva verweigert wird, da diese nicht über das neue europäische Zugbeeinflussungssystem ETCS verfügen. In den Medien wurde kritisiert, dass dieser Sachverhalt erst einen Monat vor dem Betriebsstart kommuniziert wurde und dass Belgien die verpflichtende ETCS-Ausrüstung für neue Züge bereits vor der europäischen Verpflichtung (ab 2025) eingeführt hat, gemäß dem belgischen ETCS-Masterplan, der nach dem Eisenbahnunfall von Buizingen (2010) begonnen wurde. Später, im Juni 2022, wurde das ETCS auf der belgischen Linie 40 zwischen Lüttich und Visé (Grenze) tatsächlich in Betrieb genommen. Hier betreibt die NMBS/SNCB eine Verbindung zwischen Maastricht und Lüttich, seit 3. September 2018 unter der Liniennummer S43 der S-Bahn Lüttich. Dies bedeutete auch weiterhin, dass eine Fahrt im Regionalverkehr zwischen Aachen und Lüttich damals nicht ohne Umsteigen möglich war, da die belgischen Eisenbahnen mit Fahrplanwechsel im Dezember 2014 den euregioAIXpress (RE 29) nicht mehr nach Lüttich fahren ließ, sondern als Regionalbahnverbindung (französisch train local, niederländisch lokale trein) (L 09) nach Spa.

#### ETCS
Mitte 2020 hat Arriva mit Stadler Rail einen Vertrag abgeschlossen, 36 Züge, darunter vorrangig die des RE 18, mit ETCS auszurüsten. Ab Ende 2023 sollte der Dreiländerzug auch bis nach Liège-Guillemins und ebenso der euregioAIXpress bis nach Liège-Saint-Lambert fahren. Somit verkehrt der RE 29 wieder durchgehend von Aachen nach Lüttich mit Halt an allen Unterwegsstationen. Damit gibt es zum Jahresfahrplan 2024 in der Euregio Maas-Rhein eine wesentliche Verbesserung im regionalen Bahnverkehr.
Die niederländische Staatssekretärin für Infrastruktur und Wasserwirtschaft teilte jedoch im Oktober 2023 mit, dass erneut „unvorhergesehene technische Herausforderungen“ mit dem Zugbeeinflussungssystem eine Fahrt der Züge in allen drei Ländern verhindern. Eine durchgehende Verbindung von Aachen über Maastricht nach Lüttich ist daher erst ab 10. Juni 2024 möglich. Bis dahin erfordert eine Fahrt von Aachen nach Lüttich weiterhin entweder einen Umstieg in Maastricht oder die Fahrt mit dem RE 29 über Verviers.

#### ETCS-Testfahrten
Aufgrund von Testfahrten für ETCS verkehrte der Limax zwischen dem 11. Dezember 2023 und Ende Januar 2024 nicht auf der Strecke Maastricht Heerlen und wird dort durch einen Bus im Zweistundentakt ersetzt. Im März 2024 meldete der Aachener Verkehrsverbund, dass im Juni 2024 der Zug alle drei Länder bedienen wird. Seit 30. Juni 2024 wird die Verbindung Aachen–Lüttich über Maastricht stündlich bedient, die Verbindung Aachen–Maastricht wird weiterhin halbstündlich bedient. Die Fahrtzeit von Aachen nach Lüttich beträgt 93 Minuten.

## Fahrzeugeinsatz
Im Vorlaufbetrieb zwischen Dezember 2015 und Dezember 2018 wurden die gleichen Fahrzeuge (1 × Talent 643.2) wie zuvor auf der Euregiobahn eingesetzt. Arriva setzt Mehrsystemfahrzeuge des Typs Stadler Flirt 3 ein. Insgesamt wurden 36 Triebwageneinheiten für den Einsatz in der Provinz Limburg beschafft, davon sind acht Mehrsystemfahrzeuge für das niederländische Stromsystem von 1,5 kV Gleichstrom, das belgische von 3 kV Gleichstrom und das deutsche von 15 kV, 16,7 Hz Wechselstrom. Der Übergang zwischen dem deutschen und dem niederländischen Bahnstromsystem erfolgt im niederländischen Haanrade. Die Fahrzeuge sind mit USB-Anschlüssen und Steckdosen zwischen den Sitzen sowie einem dreisprachigen Fahrgastinformationssystem ausgestattet.

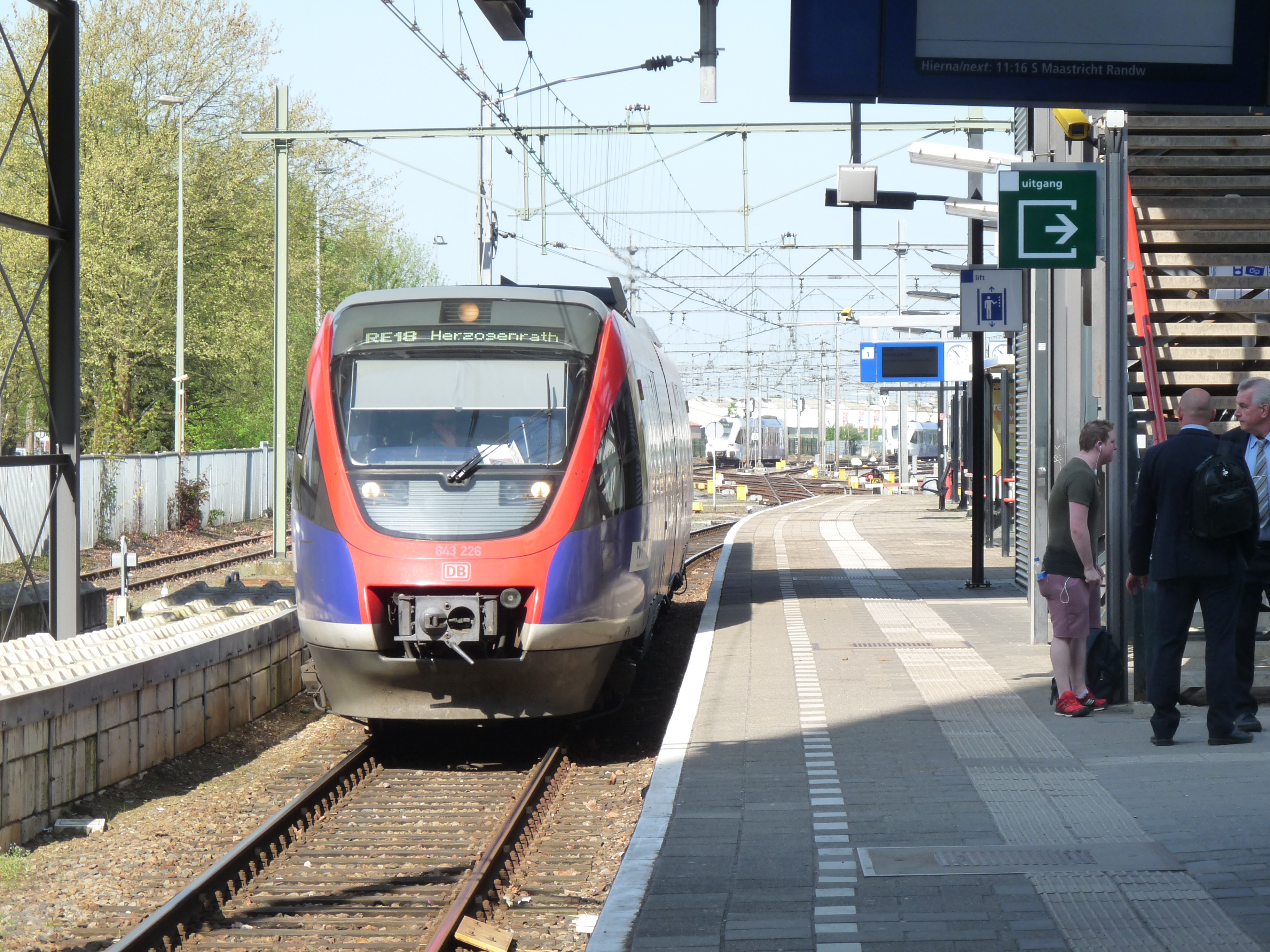
RE-18-Pendelzug vor Dezember 2018
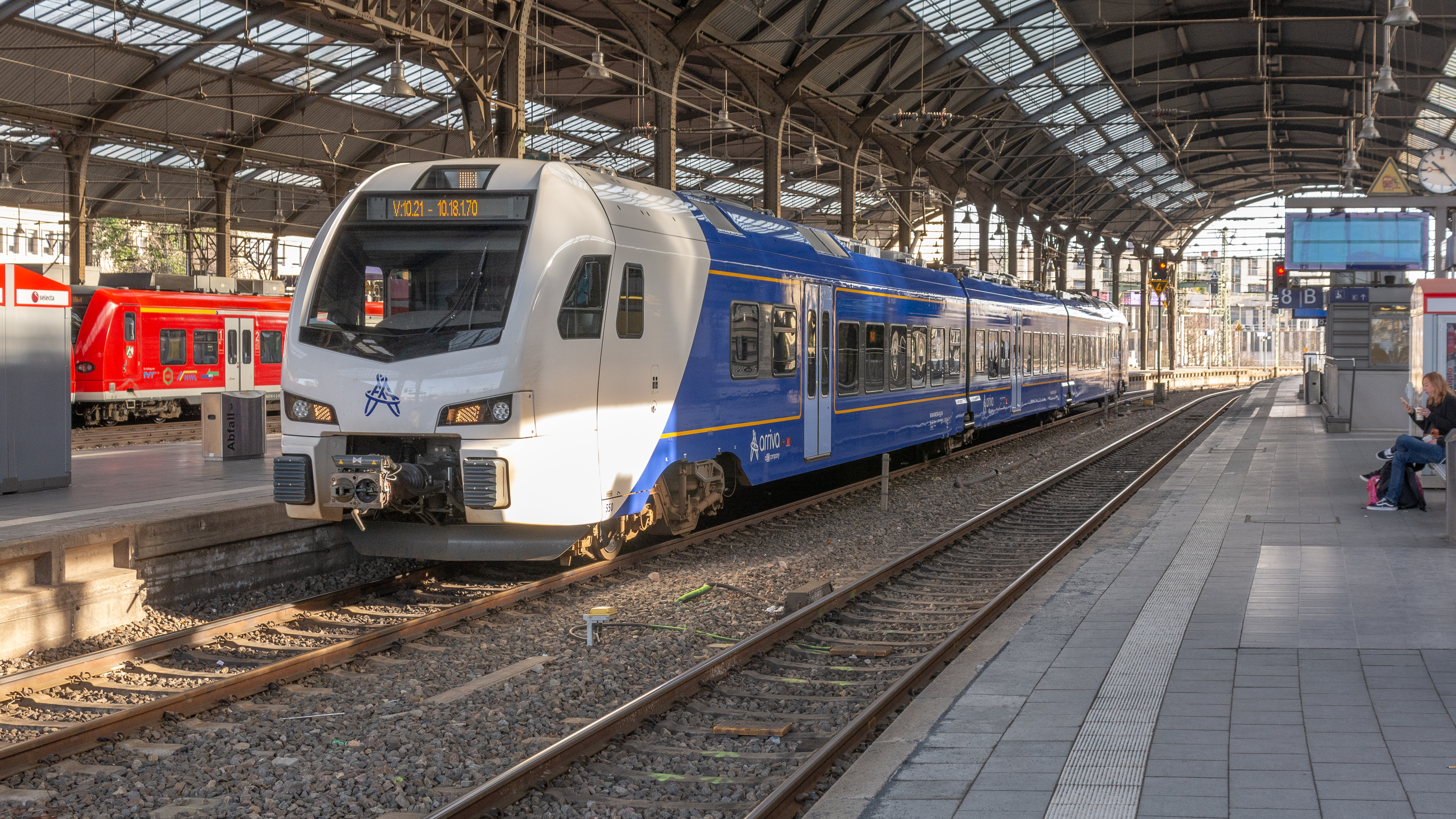
Dreiländerzug in Aachen Hbf
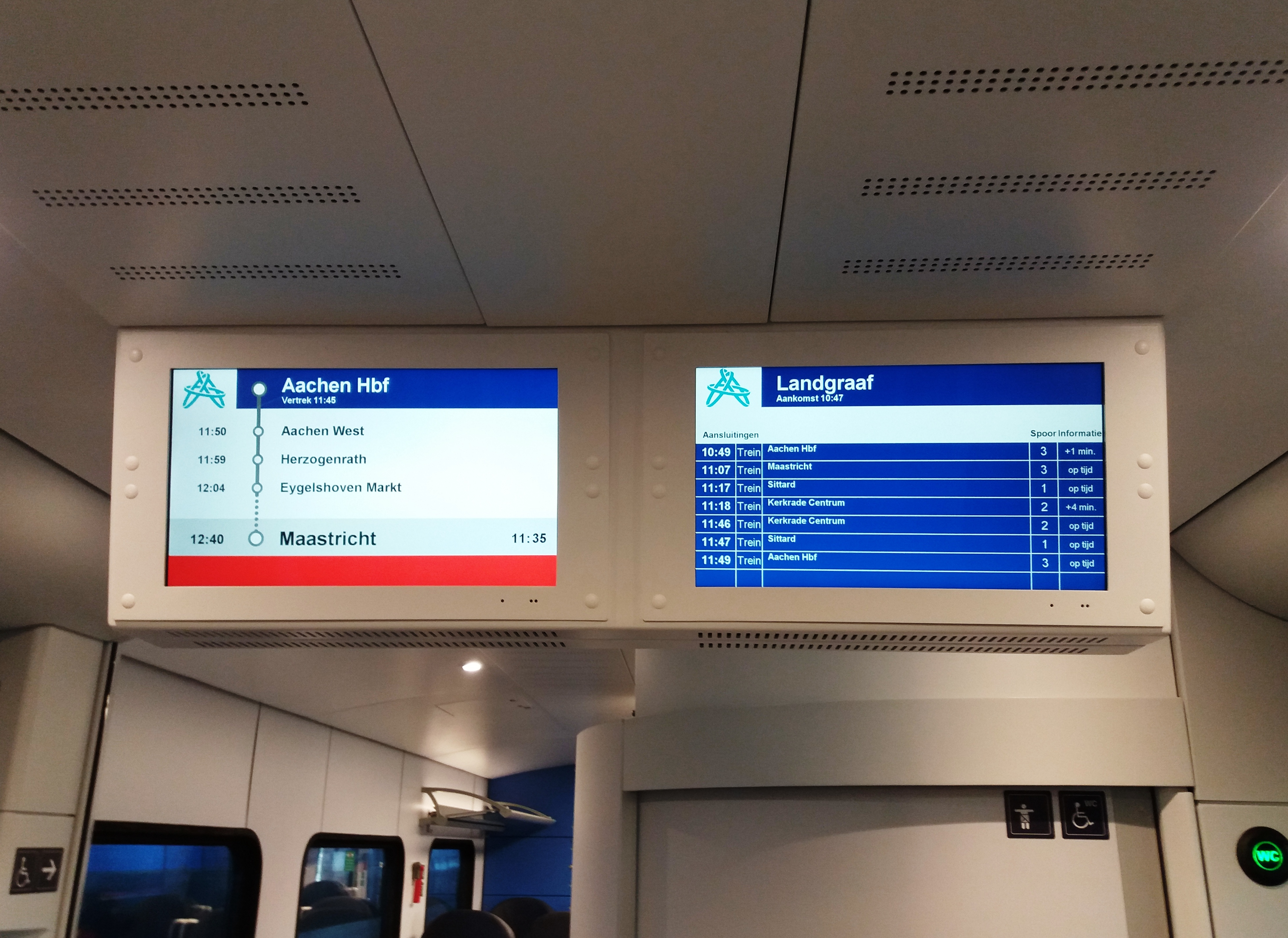
Fahrgastinformationssystem im Fahrzeug
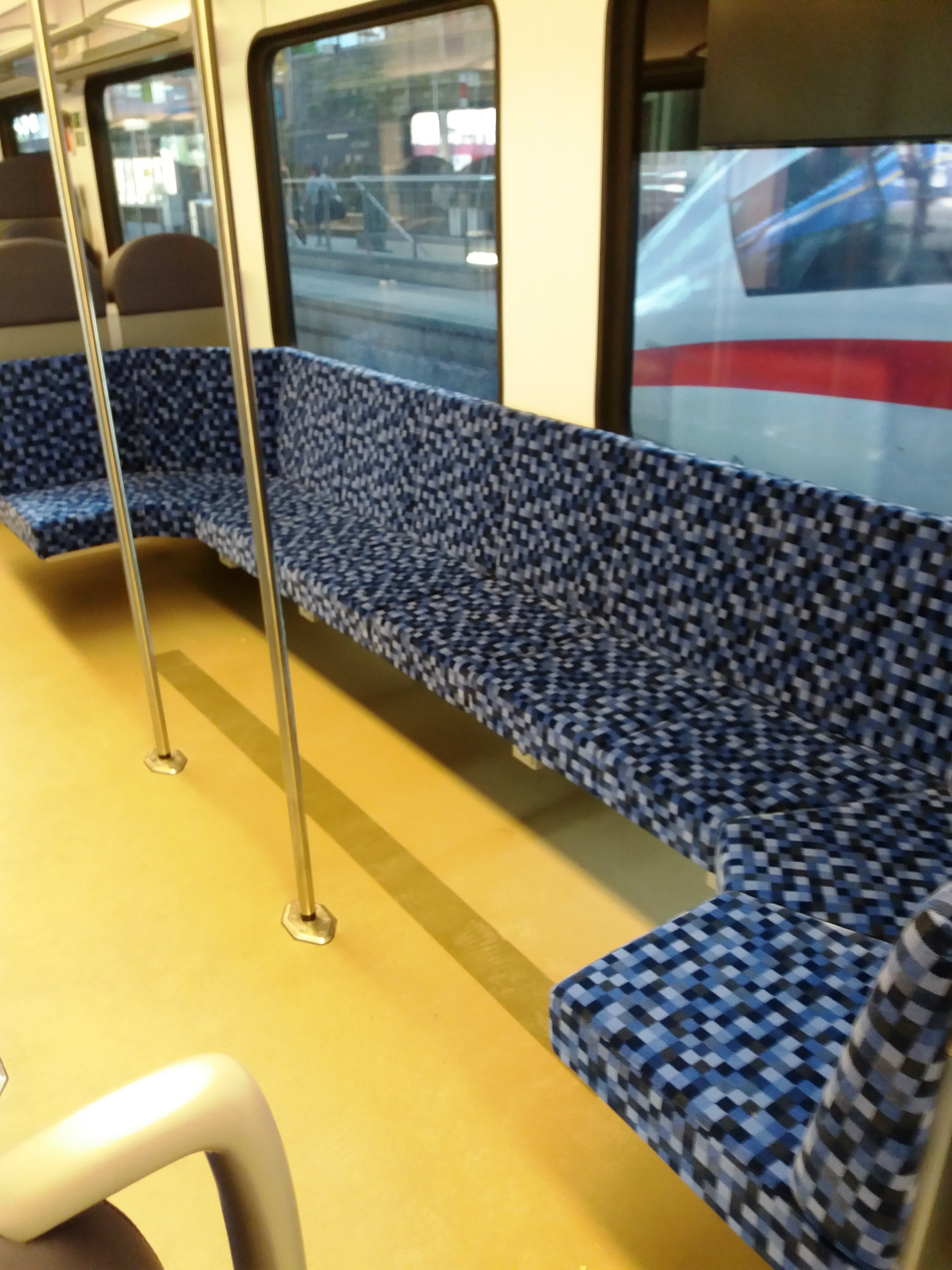
Sitzgruppe
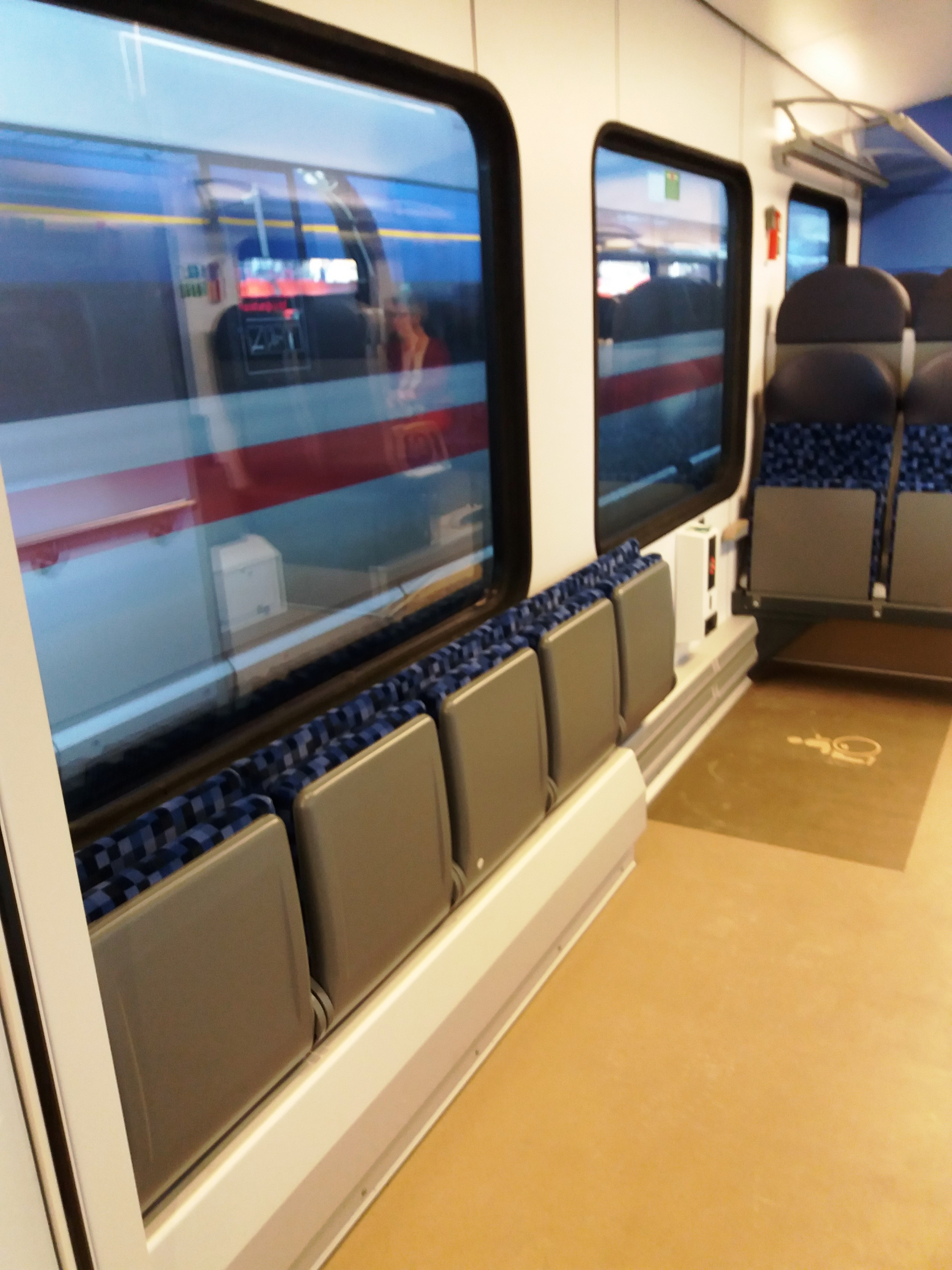
Klappsitze
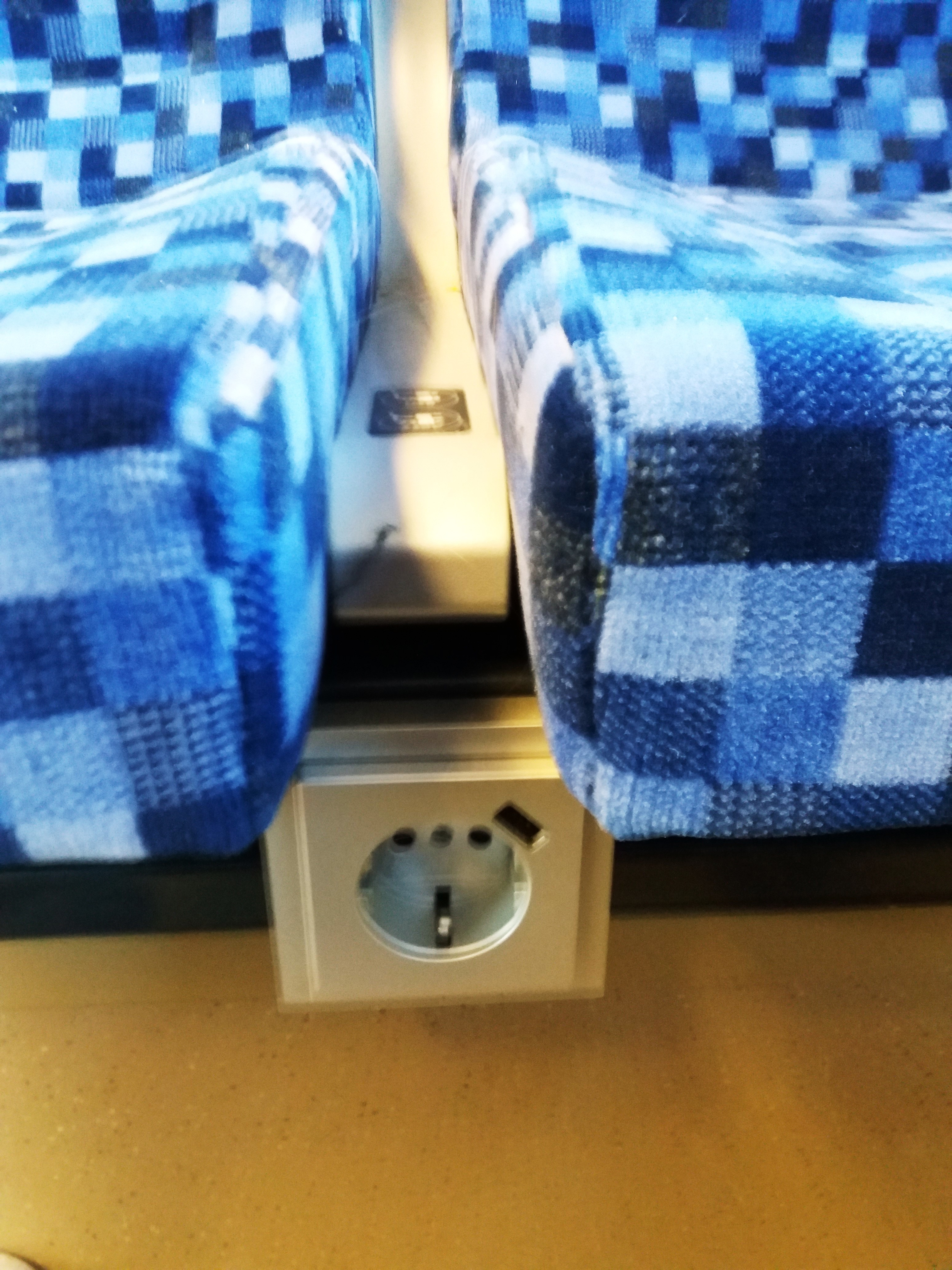
Steckdose und USB-Anschluss zwischen den Sitzen

## Tarife
Es gelten:
- das EuregioTicket auf der Gesamtstrecke.
- der AVV-Tarif von Aachen bis Heerlen.
- die niederländischen Tarife mit OV-chipkaart auf den Strecken Aachen–Maastricht Randwyck (Arriva-Tarif) und Maastricht–Eijsden (NS-Tarif).
- der Tarif der belgischen Eisenbahnen zwischen Eijsden und Lüttich.

Die unentgeltliche Beförderung für Schwerbehinderte gilt nur auf dem deutschen Streckenabschnitt bis Herzogenrath.
In Heerlen besteht Anschluss an das niederländische Intercity-Netz in Richtung Eindhoven, Utrecht und Amsterdam.

## Bahnstrecken
Es werden folgende Bahnstrecken genutzt:
- Bahnstrecke Aachen–Mönchengladbach, zwischen Aachen Hbf und Herzogenrath
- Bahnstrecke Sittard–Herzogenrath, zwischen Herzogenrath und Heerlen
- Bahnstrecke Heerlen–Schin op Geul, zwischen Heerlen und Schin op Geul
- Bahnstrecke Aachen–Maastricht, zwischen Schin op Geul und Maastricht
- Bahnstrecke Lüttich–Maastricht, zwischen Maastricht und Liège Y Val Benoît
- Bahnstrecke Lüttich–Aachen, zwischen Liège Y Val Benoît und Lüttich-Guillemins